# Glannoventa
Glannoventa est le nom d’un fort romain de la province de Britannia, dont les ruines du IIe siècle sont situées aujourd’hui sur le territoire de la ville britannique de Ravenglass, dans le comté anglais de Cumbria.
Appelées localement Walls Castle, les principales ruines romaines du site sont les murs des thermes romains, faisant que le site est connu sous le nom de bains romains de Ravenglass (Ravenglass Roman Bath House). L’ensemble du site fait aujourd’hui partie des propriétés de l’English Heritage.

## Description
Le fort a été fondé en l’an 130, et occupé par les Romains pendant environ 300 ans. La cohorte I Morinorum y était stationnée. Des routes venaient du nord-ouest de l’Angleterre, menant au camp de Galava par le col de Hardknott, gardé par le fort de Mediobogdum. Les ruines des fortifications sont encore visibles, le rempart oriental se dressant à 1,5 mètre ; elles sont situées à 400 mètres au sud du bourg contemporain, derrière celles plus monumentales des thermes.
Ces dernières occupent une surface 12 mètres par 27 mètres ; les murs, de 4 mètres de haut, sont l’une des plus hautes structures romaines conservées du nord de l’Angleterre. Les thermes comprenaient des bains froids ainsi qu’une salle chaude. Des restes de l’hypocauste, découverts lors de fouilles effectuées en 1881, sont enterrés sous un champ plus à l’est.
Le fort défendait l’une des principales bases navales romaines de la province de Britannia. Les sceaux en plomb découverts près du site indiquent qu’était basée ici la première cohorte de la flotte Ælienne (I Aelia Classica), une partie de la Classis Britannica, la flotte britannique romaine. La base était l’extrémité sud de la série de tours de guet et de fortifications érigées sur la côte nord-ouest de l’actuelle Cumbrie.

## Informations externes
- « Ravenglass Roman Bath House » sur le site de l’English Heritage.
- Kevan White, « Glannoventa » sur le site roman-britain.org.
- « Ravenglass Roman Bath House » sur le site visitcumbria.com.
- « The Roman Bath House, Ravenglass » sur le site english-lakes.com.